# Janusz Kowalski (polityk)
Janusz Marcin Kowalski (ur. 11 kwietnia 1978 w Opolu) – polski polityk i prawnik, w latach 2014–2015 zastępca prezydenta miasta Opola, poseł na Sejm IX i X kadencji, w latach 2019–2021 sekretarz stanu w Ministerstwie Aktywów Państwowych, w latach 2022–2023 sekretarz stanu w Ministerstwie Rolnictwa i Rozwoju Wsi.

## Życiorys

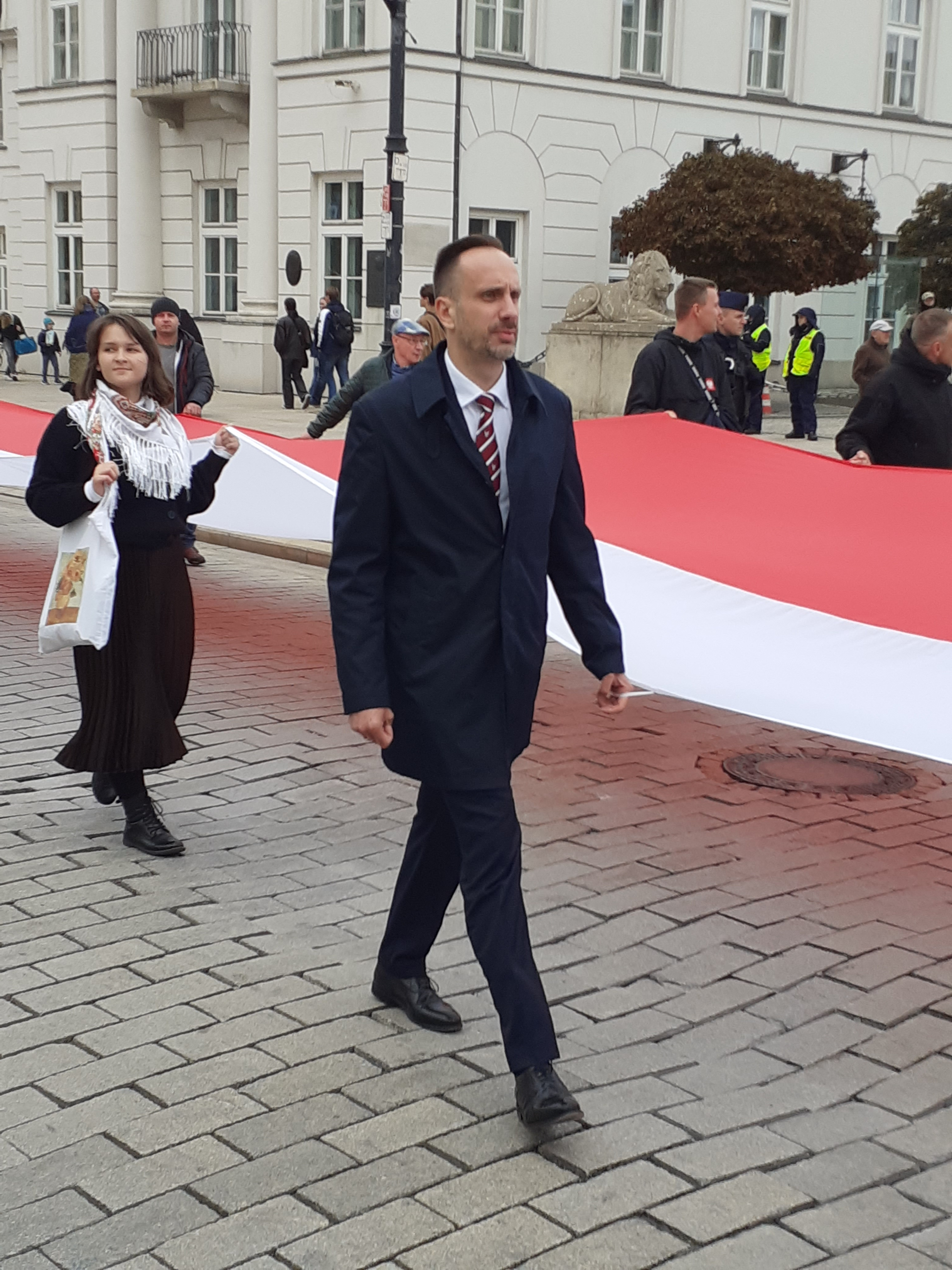
Janusz Kowalski w trakcie defilady w 80. rocznicę powstania Narodowych Sił Zbrojnych i Armii Krajowej (2022)

Na Wydziale Prawa i Administracji Uniwersytetu Łódzkiego uzyskał magisterium z administracji (2004) i prawa (2008). W 2011 ukończył podyplomowo prawo spółek na Uniwersytecie Warszawskim.
Działał w stowarzyszeniu Młodzi Konserwatyści (przystąpił do niego w 1997 w Łodzi, w 1998 tworzył jego struktury w Opolu, później zasiadał w zarządzie głównym MK) i Stronnictwie Konserwatywno-Ludowym, będącym częścią Akcji Wyborczej Solidarność. W 2001 przeszedł do Przymierza Prawicy. Jako jego członek bez powodzenia kandydował z listy Prawa i Sprawiedliwości do Sejmu w wyborach parlamentarnych w tym samym roku, a w wyniku rozwiązania PP w czerwcu 2002 przystąpił do PiS. Jesienią tego samego roku z ramienia Komitetu Wyborczego Wyborców Ryszarda Zembaczyńskiego (lokalnej wersji tzw. POPiS-u, którego prowadził kampanię skutkującą odsunięciem od władzy w mieście SLD) uzyskał mandat radnego Opola, a następnie utracił członkostwo w PiS w wyniku rozwiązania struktur partii w województwie opolskim. Od 2005 do 2006 należał do Platformy Obywatelskiej, kandydował z jej listy bezskutecznie do Sejmu w wyborach w 2005. Odszedł z partii w wyniku konfliktu z Leszkiem Korzeniowskim, wskutek czego nie kandydował w kolejnych wyborach samorządowych.
Od 2003 do 2008 był prezesem zarządu krajowego Stowarzyszenia „Stop Korupcji”. W latach 2007–2008 pracował w Departamencie Dywersyfikacji Dostaw Nośników Energii w Ministerstwie Gospodarki (gdzie współpracował z wiceministrem gospodarki Piotrem Naimskim) oraz w Biurze Bezpieczeństwa Narodowego. Od stycznia 2009 do 2010 był członkiem Zespołu ds. Bezpieczeństwa Energetycznego w Kancelarii Prezydenta RP. Został też prywatnym przedsiębiorcą. W latach 2014–2015 pełnił funkcję wiceprezydenta Opola u boku Arkadiusza Wiśniewskiego.
Jako bezpartyjny dołączył do rady programowej PiS. Po odejściu z opolskiego ratusza był prokurentem i następnie do 2016 członkiem zarządu Polskiego Górnictwa Naftowego i Gazownictwa, a od 2018 do 2019 był członkiem zarządu Polskiej Wytwórni Papierów Wartościowych. Zasiadał w radach nadzorczych Poczty Polskiej (2017–2018) i KGHM Polska Miedź (2017–2019). Od kwietnia do grudnia 2019 członek Rady Fundacji Polskiej Fundacji Narodowej reprezentujący KGHM.
W wyborach parlamentarnych w 2019, startując jako przedstawiciel Solidarnej Polski na liście PiS, został wybrany na posła na Sejm IX kadencji. Kandydował w okręgu wyborczym nr 21 i otrzymał 20 973 głosy. Po wyborach przystąpił do odbudowy regionalnych struktur Solidarnej Polski (w 2023 partia ta przemianowała się na Suwerenną Polskę). W grudniu 2019 powołany na sekretarza stanu w Ministerstwie Aktywów Państwowych, został też pełnomocnikiem rządu do spraw reformy nadzoru właścicielskiego nad spółkami Skarbu Państwa. 19 lutego 2021, na zebraniu kierownictwa PiS, zdecydowano o jego odwołaniu. Dzień później został zdymisjonowany ze stanowiska wiceministra.
W maju 2021 został ukarany przez Komisję Etyki Poselskiej po zarzutach o „odczłowieczanie osób LGBT” i posługiwanie się określeniem „ideologia LGBT”. Krytycznie odnosił się do przynależności Polski do Unii Europejskiej, mówiąc: „Gdyby dzisiaj było referendum, (…) zagłosowałbym przeciwko wejściu do Unii (…), która kojarzy mi się wyłącznie z ubóstwem energetycznym, (…) i z agendą gender i LGBT”.
We wrześniu 2022 został powołany na stanowiska sekretarza stanu w Ministerstwie Rolnictwa i Rozwoju Wsi oraz pełnomocnika rządu ds. przetwórstwa i rozwoju rynków rolnych. W 2023 uzyskał mandat poselski na kolejną kadencję (zdobył 14 593 głosy). W grudniu tego samego roku zakończył pełnienie funkcji wiceministra. W czerwcu 2024 zrezygnował z członkostwa w Suwerennej Polsce. We wrześniu tego samego roku ponownie przystąpił do PiS, a w kolejnym miesiącu wszedł w skład komitetu wykonawczego tej partii.
Autor publikacji, m.in. w „Pro Publico Bono”, „Gazecie Polskiej” i „Nowym Państwie”. Współautor książki pt. Lech Kaczyński. Biografia polityczna 1949–2005.

## Życie prywatne
Jest żonaty z Joanną Nycz-Kowalską. Mają syna.

## Wyniki wyborcze
| Wybory | Komitet wyborczy | Komitet wyborczy             | Organ             | Okręg | Wynik          |
| ------ | ---------------- | ---------------------------- | ----------------- | ----- | -------------- |
| 2001   |                  | Prawo i Sprawiedliwość       | Sejm IV kadencji  | nr 21 | 2330 (0,75%)   |
| 2002   |                  | KWW Ryszarda Zembaczyńskiego | Rada Miasta Opola | nr 4  | 993 (13,76%)   |
| 2005   |                  | Platforma Obywatelska        | Sejm V kadencji   | nr 21 | 5662 (2,12%)   |
| 2019   |                  | Prawo i Sprawiedliwość       | Sejm IX kadencji  | nr 21 | 20 973 (5,16%) |
| 2023   | Sejm X kadencji  | Prawo i Sprawiedliwość       | 14 593 (3,04%)    | nr 21 |                |

## Odznaczenia
- Medal 100-lecia ustanowienia Sztabu Generalnego Wojska Polskiego (2018)[28]